# Ligocatinus minutus
Ligocatinus minutus är en insektsart som beskrevs av Rehn, J.A.G. 1920. Ligocatinus minutus ingår i släktet Ligocatinus och familjen vårtbitare. Inga underarter finns listade i Catalogue of Life.